# François René Mallarmé
Pour les articles homonymes, voir Mallarmé (homonymie).
François René Auguste Mallarmé, né à Nancy, le 25 février 1755, mort à Malines, le 9 décembre 1831, est un homme politique français.

## Parcours révolutionnaire
Fils d'avocat, avocat lui-même à Nancy, procureur-syndic du district de Pont-à-Mousson en 1790, il fut élu à l'Assemblée législative. Réélu à la Convention nationale, violemment antireligieux, il siégea parmi les Montagnards et fit partie du Comité des finances et du Comité de division. Il vota pour la culpabilité du roi Louis XVI, contre la ratification du jugement par le peuple français, pour la mort et contre le sursis. Il demanda la réunion du pays de Liège à la France et s'opposa à la mise en accusation de Marat, le 12 avril 1793. Le 28 mai 1793, il vota « non » sur le rapport du décret qui avait cassé la Commission des Douze.
Il fut président de l'assemblée du 30 mai au 13 juin 1793. Il céda cependant la présidence à Hérault de Séchelles au cours de la journée du 2 juin, lorsque face à l'émeute, il fallut décider du sort des Girondins.
De septembre 1793 à fin décembre 1793, il fut envoyé en mission dans les départements de la Meurthe, des Vosges et de la Haute-Saône ainsi qu'à l'armée du Rhin. À peine rentré le 30 frimaire an II (20 décembre 1793), il repartit immédiatement pour les départements de la Meuse et de la Moselle. Il ne rentra à Paris que le 13 prairial an II (1er juin 1794). Fin août 1794, il fut envoyé en mission dans la Haute-Garonne et le Gers, puis dans le Tarn et ne rentra à Paris qu'en janvier ou février 1795. De ses activités en province il gagna la réputation d'être un homme sanguinaire. Ainsi fit-il, à Verdun, exécuter 32 jeunes filles qui avaient offert des fleurs et des fruits au roi de Prusse.
Il s'amenda après la chute de Robespierre et envoyé en mission dans le Midi de la France, il ferma le Club des Jacobins de Toulouse et libéra un certain nombre de suspects, incarcérés sous la Terreur. Il fut lui-même décrété d'arrestation le 13 prairial an III (1er juin 1795), mais peu de temps après amnistié.

## Directoire, Consulat et Empire
En 1796 Mallarmé fut nommé commissaire de la République pour le département de la Dyle (Bruxelles). Il s'y fit un ennemi en la personne de Nicolas Rouppe, commissaire de la République pour la ville de Bruxelles. Les deux hommes n'eurent de cesse de se combattre. Rouppe gagna la partie et succéda à son rival, qui fut expédié d'abord à Namur, puis à Mont-Tonnerre.
Sous l'Empire, Mallarmé devint conseiller près la Cour d'appel d'Angers et en 1811 receveur des contributions à Lunéville, puis receveur des droits réunis à Nancy. Il semble avoir perdu beaucoup d'argent lors de la chute de l'Empire. Aussi se rallia-t-il à Napoléon lors des Cent-Jours et fut nommé sous-préfet d'Avesnes-sur-Helpe.
Interpellé par les Prussiens après Waterloo, il fut emprisonné six mois à Wesel.

## Après 1815
Rendu à la liberté, mais interdit de séjour en France en tant que régicide, il se réfugia à Bruxelles et, convaincu d'avoir perdu la raison, il fut bientôt placé chez les Frères Cellites à Malines par son ancien collègue conventionnel François-Siméon Bézard.
C'est dans l'asile de Malines qu'il décéda le 9 décembre 1831. D'après le conventionnel Baudot qui l'avait bien connu, il n'était pas fou, mais seulement sénile.
Le fils de Mallarmé, Gabriel-Georges-Louis Mallarmé était en 1839 employé comme surveillant dans la maison d'arrêt de Saint-Lazare à Paris.
Mallarmé est indiqué parfois comme étant l'ancêtre du poète Stéphane Mallarmé, alors qu'il s'agit de son frère ainé.
Les biographies de François Mallarmé donnent d'ailleurs plusieurs renseignements contradictoires sinon erronés. Dans certaines biographies il est indiqué qu'il fut fait chevalier (1808) et baron (1810) d'Empire. Il s'agit d'une confusion avec le préfet Claude-Joseph Mallarmé.